# Línea 99 (Buenos Aires)
La línea 99 es una línea de colectivos del Área Metropolitana de Buenos Aires. Une el barrio porteño de Liniers con el de Puerto Madero.

## Recorrido Principal
IDA: Desde AVENIDA JUAN BAUTISTA JUSTO y GALLARDO por AVENIDA JUAN BAUTISTA JUSTO, circulando por el carril general hasta MIRANDA, AVENIDA JUAN BAUTISTA JUSTO, circulando por el carril segregado hasta GOYA, AVENIDA JUAN BAUTISTA JUSTO, circulando por el carril general hasta AVENIDA SEGUROLA, AVENIDA SEGUROLA, AVENIDA AVELLANEDA, AVENIDA BOYACÁ, NEUQUÉN, FRAGATA PRESIDENTE SARMIENTO, FRANKLIN, AVENIDA DÍAZ VÉLEZ, HIDALGO, AVENIDA DÍAZ VÉLEZ, AVENIDA ACOYTE, FERRARI, LAVALLEJA, AVENIDA CORRIENTES, BILLINGHURST, SAN LUIS, JEAN JAURES, VIAMONTE, MARIQUITA SÁNCHEZ DE THOMPSON, AVENIDA ALICIA MOREAU DE JUSTO, AVENIDA CECILIA B. GRIERSON, ingresando al PREDIO DE REGULACIÓN PUERTO DE BUENOS AIRES.
REGRESO: Desde el PREDIO DE REGULACIÓN PUERTO DE BUENOS AIRES ubicado en la intersección de AVENIDA EDUARDO MADERO y AVENIDA CECILIA B. GRIERSON por AVENIDA CECILIA B. GRIERSON, AVENIDA CÓRDOBA, AVENIDA ESTADO DE ISRAEL, AVENIDA ÁNGEL GALLARDO, AVENIDA GAONA, AVENIDA JUAN BAUTISTA JUSTO, circulando por el carril segregado hasta MIRANDA, AVENIDA JUAN BAUTISTA JUSTO, circulando por el carril general hasta GALLARDO. 
IDA: Desde AVENIDA JUAN BAUTISTA JUSTO y GALLARDO por AVENIDA JUAN BAUTISTA JUSTO, circulando por el carril general hasta MIRANDA, AVENIDA JUAN BAUTISTA JUSTO, circulando por el carril segregado hasta GOYA, AVENIDA JUAN BAUTISTA JUSTO, circulando por el carril general hasta AVENIDA SEGUROLA, AVENIDA SEGUROLA, AVENIDA AVELLANEDA, AVENIDA BOYACÁ, NEUQUÉN, FRAGATA PRESIDENTE SARMIENTO, FRANKLIN, AVENIDA DÍAZ VÉLEZ, HIDALGO, AVENIDA DÍAZ VÉLEZ, AVENIDA ACOYTE, FERRARI, LAVALLEJA, AVENIDA CORRIENTES, BILLINGHURST, SAN LUIS, JEAN JAURES, VIAMONTE, MARIQUITA SÁNCHEZ DE THOMPSON, AVENIDA ALICIA MOREAU DE JUSTO, AVENIDA CECILIA B. GRIERSON, ingresando al PREDIO DE REGULACIÓN PUERTO DE BUENOS AIRES.
REGRESO: Desde el PREDIO DE REGULACIÓN PUERTO DE BUENOS AIRES ubicado en la intersección de AVENIDA EDUARDO MADERO y AVENIDA CECILIA B. GRIERSON por AVENIDA CECILIA B. GRIERSON, AVENIDA CÓRDOBA, AVENIDA ESTADO DE ISRAEL, AVENIDA ÁNGEL GALLARDO, AVENIDA GAONA, AVENIDA JUAN BAUTISTA JUSTO, circulando por el carril segregado hasta MIRANDA, AVENIDA JUAN BAUTISTA JUSTO, circulando por el carril general hasta GALLARDO.